# ريجينالد بيكر
ريجينالد بيكر (بالإنجليزية: Reginald Baker)‏ (8 فبراير 1884 – 2 ديسمبر 1953) هو ملاكم أسترالي راحل، مثّل بلاده في الألعاب الأولمبية الصيفية 1908.

## روابط خارجية
- ريجينالد بيكر على موقع IMDb (الإنجليزية)
- ريجينالد بيكر على موقع الموسوعة البريطانية (الإنجليزية)
- ريجينالد بيكر على موقع قاعدة بيانات الفيلم (الإنجليزية)

ريجينالد بيكر عل موقع إسبنسكروم (الإنجليزية)
- ريجينالد بيكر على موقع اللجنة الأولمبية الدولية (الإنجليزية)
- ريجينالد بيكر على موقع أوليمبيديا (الإنجليزية)
- ريجينالد بيكر على موقع اللجنة الأولمبية الأسترالية (الإنجليزية)
- ريجينالد بيكر على موقع قاعة أستراليا للمشاهير الرياضية (الإنجليزية)